# غياث مطر
غياث مطر هو ناشط سياسي سوري في مدينة داريا بريف دمشق قتل على يد قوات نظام الأسد المجرم أثناء الاعتقال إثر تعرضه للتعذيب.

## نشاطه السياسي
شارك غياث مطر بتنظيم المظاهرات المطالبة بالحرية في مدينة داريا والتي كانت جزءاً من المظاهرات التي عمت سوريا عام 2011 وعرف غياث بمبادرته لتقديم الماء والورود لعناصر الأمن والجيش أثناء المظاهرات.

## اعتقاله
اعتقل غياث في 6 سبتمبر 2011 خلال كمين نصبته قوات الأمن السورية حيث قامت قوات الأمن باعتقال معن شربجي شقيق الناشط السياسي المطلوب للأجهزة الأمنية يحيى شربجي ثم أجبرت معن على الأتصال بأخيه يحيى على أنه مصاب فتوجه يحيى برفقة غياث مطر إلى المكان ليجدوا قوات الأمن بانتظارهم.

## وفاته
اعتُقل غياث في 6 سبتمبر 2011 من قبل قوات الأمن التابعة للحكومة السورية. وبعد أربعة أيام، أعيدت جثته إلى عائلته وقد ظهرت عليها ندوب وجروح نتيجة التعذيب الشديد. وحضر جنازته سفراء الولايات المتحدة، واليابان، وألمانيا، وفرنسا، والدنمارك. وعندما توفي غياث، كانت زوجته تنتظر مولودهما الأول. وسُمي الطفل على اسم والده.
أصبح غياث مطر رمزًا للمقاومة السلمية للثورة السورية.
فاز فيلم وثائقي عن غياث، للمخرج سام كادي، بعنوان "غاندي الصغير"، في مهرجان الفيلم الأوروبي المستقل في أبريل 2016، وحصل على جائزة أحمد خضر للتميز في صناعة الأفلام العربية.